# Michelle Shoveller
Michelle Shoveller – australijska judoczka.
Złota medalistka mistrzostw Oceanii w 1975. Mistrzyni Australii w 1974, 1975 i 1976 roku.